# God's Son
God's Son este al șaselea album de studio al lui Nas. Albumul a fost lansat pe 13 decembrie 2002. A ajuns până pe locul 12 în Billboard 200 și a primit un disc de platină de la RIAA la o lună după lansare.
Albumul a fost parțial inspirat de mama lui Nas, Ann Jones, care a murit de cancer la sân în 2002. Multe melodii, ca „Warrior Song”, se referă la Ann Jones, dar melodia „Dance” îi este dedicată în mod direct. În plus, Nas se află la sfârșitul neînțelegerilor sale cu Jay-z, lucru ce l-a inspirat emoțional.

## Concepție
Illmatic, albumul de debut al lui Nas, din anul 1994, a fost apreciat, iar următoarele albume au fost criticate pentru faptul că erau mai comerciale. Apoi, disputa cu Jay-z a adus melodiile „Takeover”, a lui Jay-z, inclusă pe albumul său din 2001, The Blueprint, și „Ether”, răspunsul lui Nas, inclusă pe albumul Stillmatic din 2001, album apreciat ce l-a readus pe Nas în „Hip Hop-ul de performanță”. Mai târziu, Jay-z l-a provocat pe Nas la un pay-per-view rap battle, dar Nas a refuzat, declarând: „Pay-per-view is for wrestlers and boxers. I make records. If Jay-Z wants to battle, he should drop his album the same day I do and let the people decide” (luptele sunt pentru wrest-leri și boxeori. Eu voi înregistra melodii. Dacă Jay-z vrea să se lupte, ar trebui să își lanseze albumul în aceeași zi cu mine și să lase oamenii să decidă” -- traducere neoficială -- ), referindu-se la lansările albumelor God's Son și The Blueprint 2, al lui Jay-z.
După lansarea albumului Stillmatic, Nas și-a petrecut timpul alături de mama sa, până când aceasta a murit, în luna aprilie a anului 2002. Nas a refuzat să înregistreze răspunsuri pentru atacurile lui Jay-z în acest timp. Ann Jones a murit în bratele lui Nas, iar mai tîrziu a constituit o inspirație pentru albumul God's Son.
În timpul anului 2002, fanii și criticii credeau cî Nas dorea în continuare să facă muzică comercială.

## Recepșie

### Critici
God's Son a primit critici pozitive. Deși nu este considerat cel mai bun album al lui Nas, nu este considerat mai prejos decât Illmatic și Stillmatic. Este considerat un album personal, deși există păreri conform cărora implicarea sentimentală a lui Nas este un punct slab. Conform unora, producția albumului este slabă, Jon Robinson declarând: „Nas delivers some remarkable lines over some of the most unremarkable beats heard in years.” („Nas aduce niște versuri remarcabile peste niște negative neremarcabile”—traducere neoficială). În ciuda acestor două puncte slabe, majoritatea criticilor și publicațiilor din domeniu au lăudat albumul.

### Clasamente
Cea mai înaltă poziție a albumului în Billboard 200 a fost locul 12, un loc pe care niciun album al lui Nas nu a mai fost, rămânând cel mai prost clasat album al sâu. Însă albumul a atins locul 1 în Top R&B/Hip-Hop Albums și a primit un disc de platină.

### Neânțelegerile cu Jay-z
După lansarea melodiei „Ether” și a albumului Stillmatic, Nas a fost numit cel mai bun rapper din New York, denumit și „king of the New York” („regele New York-ului”).
Cu albumul God's Son, Nas a întărit neînțelegerile sale cu Jay-z. În „Last Real Nigga Alive”, Nas numește atacurile lui Jay-z drept „atacuri josnice”.

## Lista melodiilor
| #  | Titlu                   | Length | Scriitor/Scriitori                                                                 | Producător/Producători            | Interpret/Interpreți        | Monstre |
| -- | ----------------------- | ------ | ---------------------------------------------------------------------------------- | --------------------------------- | --------------------------- | --- |
| 1  | „Get Down”              | 4:04   | Nasir Jones Salaam Gibbs                                                           | Nas Salaam Remi                   | Nas                         | - Conține monstre din „Funky Drummer” interpretată de James Brown - Conține monstre din „The Boss” interpretată de James Brown - Conține monstre din „Rock Creek Park” interpretată de The Blackbyrds |
| 2  | „The Cross”             | 3:47   | Nasir Jones Marshall Mathers Jeff Bass                                             | Eminem                            | Nas                         | |
| 3  | „Made You Look”         | 3:22   | Nasir Jones Salaam Gibbs Jeremiah Lordan                                           | Salaam Remi                       | Nas                         | - Conține monstre din „Apache” interpretată de Incredible Bongo Band |
| 4  | „Last Real Nigga Alive” | 4:07   | Nasir Jones Rondell Turner                                                         | Ron Browz                         | Nas                         | |
| 5  | „Zone Out”              | 3:48   | Nasir Jones Jabari Jones Michael Epps Salaam Gibbs                                 | Salaam Remi                       | Jungle, Nas, Wiz            | |
| 6  | „Hey Nas”               | 4:06   | Nasir Jones Salaam Gibbs Allan Felder Norma Wright Kenni Burke                     | Salaam Remi                       | Claudette Ortiz, Kelis, Nas | - Conține monstre din „Risin' To The Top Bill” interpretată de Allan Felder, Keni Burke și Norma Wright                                                                                               |
| 7  | „I Can”                 | 4:14   | Nasir Jones Salaam Gibbs Roy Hammond                                               | Salaam Remi                       | Nas                         | - Conține monstre din „Für Elise” interpretată de Ludwig van Beethoven - Conține monstre din „Impeach the President” interpretată de The Honeydrippers                                                |
| 8  | „Book of Rhymes”        | 3:54   | Nasir Jones Alan Maman David Camon                                                 | The Alchemist                     | Nas                         | - Conține monstre din „For the Dollar Bill” interpretată de Tommy Tate |
| 9  | „Thugz Mansion (N.Y.)”  | 4:07   | Nasir Jones Tupac Shakur Larry Loftin Claudio Cueni Michael Herring Johnny Jackson | Claudio Cueni Michael Herring     | 2Pac, J. Phoenix, Nas       | |
| 10 | „Mastermind”            | 4:07   | Nasir Jones Alan Maman                                                             | Alchemist                         | Nas                         | |
| 11 | „Warrior Song”          | 4:42   | Nasir Jones Alicia Keys                                                            | Alicia Keys                       | Alicia Keys, Nas            | |
| 12 | „Revolutionary Warfare” | 3:29   | Nasir Jones Alan Maman Patrick Adams Leroy Jackson Terry Phillips                  | Alchemist                         | Lake, Nas                   | - Conține monstre din „We Made It” interpretată de Black Ivory |
| 13 | „Dance”                 | 3:34   | Nasir Jones Carl Thompson                                                          | Chucky Thompson pentru The Hitmen | Nas                         | |
| 14 | „Heaven”                | 4:42   | Nasir Jones Jully Black Amani Wailoo A. Griffith Sheila Holman Eddie Holman        | Agile Saukrates (co-producator)   | Jully Black, Nas            | - Conține monstre din „I Love You” interpretată de Eddie Holman |

### Bonus CD
Apariții anterioare ale albumului God's Son au inclus și un CD cu bonusuri.
| #  | Titlu                      | Length | Scriitor/Scriitori        | Producător/Producători         | Interpret/Interpreți | Monstre                                                             |
| -- | -------------------------- | ------ | ------------------------- | ------------------------------ | -------------------- | ------------------------------------------------------------------- |
| 15 | „Thugz Mirror (Freestyle)” | 1:50   | Nasir Jones Salaam Remi   | Alchemist                      | Nas                  |                                                                     |
| 16 | „Pussy Killz”              | 4:38   | Nasir Jones Carl Thompson | Chucky Thompson for The Hitmen | Nas                  | - Conține monstre din „My Hero Is a Gun” interpretată de Diana Ross |
| 17 | „The G.O.D.”               | 2:39   | Nasir Jones Kasseem Dean  | Swizz Beatz                    | Nas                  |                                                                     |